# عباد (المخادر)

تعديل مصدري - تعديل

عباد هي إحدى قرى عزلة السحول بمديرية المخادر التابعة لمحافظة إب، بلغ تعداد سكانها 69 نسمة حسب تعداد اليمن لعام 2004.